# Obodówka
Obodówka (ukr. Ободівка) – wieś na Ukrainie w rejonie tarnopolskim należącym do obwodu tarnopolskiego.
W XIX i na początku XX wieku dobra Obodówka należały do rodziny Fedorowiczów herbu Oginiec, najpierw do Adriana (1818-1856) później jego syna Tadeusza (1849-1919).
Do 2020 w rejonie podwołoczyskim.